# Ракитное (усадьба Куликовских)
Усадьба Куликовских (укр. Садиба Куликовських) — усадебный комплекс слобожанского рода Куликовских в селе Ракитное Нововодолажского района Харьковской области (рядом с городом Люботин).
Усадьба заложена харьковским полковником Михаилом Куликовским около 1805 г. Двухэтажный особняк стоял на низком цоколе, с колоннадой в дорическом стиле. Вокруг был разбит сад, построены конюшни и флигели. Михаил Куликовский также построил Михайловскую церковь, которая находится рядом с особняком.
После смерти первого владельца в 1832 году усадьба Куликовских несколько раз меняла хозяев. После революции 1917 года в усадьбе находились: ремонтная мастерская, колония для трудновоспитуемых подростков. Наконец, был открыт профессиональный Ракитянский аграрный лицей. Благодаря тому, что в здании был размещен лицей, усадьба не была разрушена и несколько раз реконструировалась.